# 霍利希尔
霍利希尔（英語：Holly Hill）是美国佛罗里达州沃盧西亞縣下属的一座城市。建立于1901年。面积约为11.7平方公里（约合4.5平方英里）。根据2010年美国人口普查，该市有人口11,659人。论人口在本州排行第149。